# Louis Buffet
Pour les articles homonymes, voir Buffet.
Louis Buffet, né le 26 octobre 1818 à Mirecourt (Vosges) et mort le 7 juillet 1898 à Paris (Seine), est un homme d'État français.

## Biographie
Fils de Louis François Buffet, ancien officier devenu maire de Mirecourt et conseiller général des Vosges, et d'Adélaïde Moitessier, fille d'un juge de tribunal de commerce, il étudie le droit à Paris et à Strasbourg, voyage en 1838 en Grande-Bretagne où il apprend la langue et surtout devient un admirateur du parlementarisme anglais puis se forma auprès de Liouville à Paris.

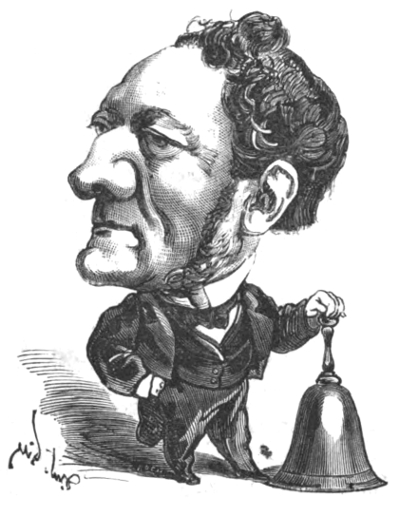
Louis Buffet vu par André Gill. Portrait paru en 1873 dans Le Trombinoscope de Touchatout.

Lors de la Révolution de 1848, il rentre à Mirecourt et devient commissaire-adjoint de la République puis il est élu à l'Assemblée constituante en 1848 comme républicain modéré mais il se rapproche du Parti de l'Ordre après les journées de juin. D'abord partisan de Cavaignac pendant la campagne présidentielle, il devient ministre de l'Agriculture et du Commerce de Louis-Napoléon Bonaparte, avant de démissionner en octobre 1849, désapprouvant la tournure personnelle prise par le régime. Il revient cependant dans le gouvernement Léon Faucher au même poste mais démissionne le 14 octobre car il est hostile à la révision de la Constitution. Il est élu à la Législative et siège au sein de la Commission sur l'assistance et la prévoyance publiques présidée par Thiers. Hostile au coup d'État du 2 décembre 1851, il est brièvement emprisonné. Il devient alors un opposant au régime et ne se présente pas aux élections de 1852. Il se consacre alors à la mise en valeur de sa propriété à Ravenel et devient un spécialiste reconnu d'agriculture et d'agronomie, étant élu président du comice agricole de Mirecourt.
Pendant trois ans, il voyage en France et en Europe en fréquentant les milieux catholiques et publia en Angleterre des articles. Avec l'évolution libérale du régime, il reprend le chemin de la politique et se présente et gagne l'élection au conseil général des Vosges. Battu plusieurs fois aux élections législatives, en 1857 et 1863, il est élu en 1864 après l'invalidation d'une élection. Réélu en 1869, il devient un membre influent de l'assemblée, demandant plus de réformes libérales, au sein du Tiers Parti. Il est ainsi nommé ministre des Finances le 2 janvier 1870, poste dont il démissionne en avril par opposition au plébiscite de 1870.
Surpris par la guerre de 1870, il resta sur ses terres de Ravenel qui furent occupées. Le 4 septembre, il tenta de faire une transmission légale du pouvoir mais il ne put rejoindre Paris, écarté du pouvoir comme la plupart de ses amis politiques. Il prend cependant la tête de la liste conservatrice et il est élu membre de l'Assemblée nationale en 1871.  Il décline l'offre que lui fait Thiers de devenir ministre des Finances et s'en éloigne politiquement. Il est président de la commission de surveillance de la Caisse des dépôts et consignations, poste qu'il occupe jusqu'en 1876. Il est également président de l'Assemblée (1873–1875), succédant à Jules Grévy. Il poussa à la démission Thiers et convint le maréchal Mac-Mahon de devenir président mais Buffet refuse par deux fois le poste de vice-président du Conseil. Après le vote de l'amendement Wallon, Buffet accepte et devient ministre de l'Intérieur et vice-président du Conseil des ministres le 11 mars 1875. Il se brouille alors avec le centre gauche qui rejoint les républicains et n'arrive pas à s'imposer chez les conservateurs qui restent divisés. L'élection des sénateurs inamovibles est alors un choc car la plupart des élus sont des républicains modérés. Lors des élections sénatoriales de 1876, il est mis en échec dans les Vosges puis lors des législatives de 1876, alors qu'il était candidat dans quatre circonscriptions, il fut battu dans chacune d'entre elles. Il doit alors démissionner face à ces échecs électoraux, car il n'a plus de majorité gouvernementale.
Cependant, le 16 juin 1876 il fut nommé sénateur inamovible par ses collègues du Sénat grâce à la faible minorité conservatrice. Au Sénat, il était d'abord dans la majorité conservatrice puis en 1879 dans la minorité où il perd toute influence. Il reste cependant très respecté par les autres sénateurs. Durant ses années au Sénat, il se rallie au comte de Paris et refuse le Ralliement de Léon XIII.
Il est élu membre de l'Académie des sciences morales et politiques en 1890.
Il est l'époux, depuis 1854, de Marie Pauline Louise Target, petite-fille du constituant Guy-Jean-Baptiste Target et sœur de Paul-Louis Target, homme politique dont le groupe parlementaire aida Buffet et les monarchistes à renverser Thiers en mai 1873.
Il était un neveu par alliance d'Inès Moitessier, tante de Charles de Foucauld. Elle tiendra, sous la Troisième République, un salon politique pour Louis Buffet. Il était aussi l'oncle de l'artiste peintre Étienne Buffet et le père de André Buffet, s'écartant des idées libérales de son père pour rejoindre le nationalisme de Paul Déroulède.

## Fonctions ministérielles
- Gouvernement Odilon Barrot (1) et Gouvernement Léon Faucher : ministre de l'agriculture et ministre du commerce ;
- Gouvernement Émile Ollivier et Gouvernement Jules Dufaure (1) : ministre des finances ;
- Gouvernement Louis Buffet : vice-président du Conseil des ministres et ministre de l'intérieur .

## Distinctions
- Chevalier de la Légion d'honneur [3] en 1851